# Rigaut de Berbezilh

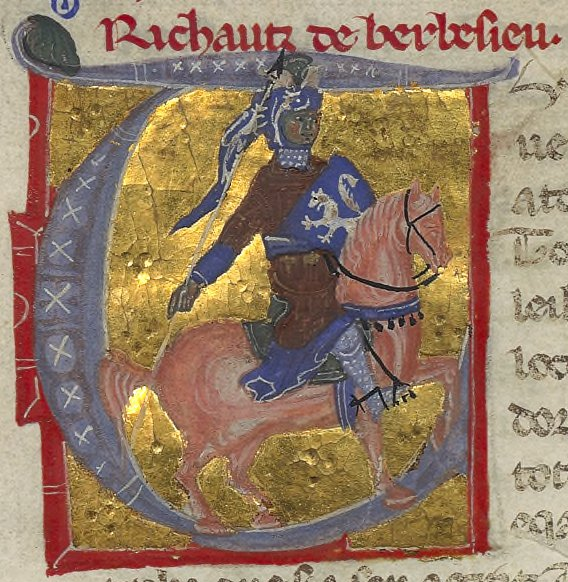
Rigaut de Berbezilh no manuscrito 12473

Rigaut de Berbezilh (às vezes registrado como Richart, equivalente a Ricardo em português) foi um poeta, trovador, e cavaleiro occitano da baixa nobreza de Saintonge, que floresceu entre 1140 e 1163. Rigaut exerceu grande influência sobre a Escola Siciliana de poesia. Seu poema mais famoso, Atressi con l'orifanz, foi traduzido para o Novellino e preservado com a melodia. Quatorze de seus poemas sobreviveram, nove de autoria certa, e três melodias foram preservadas.

## Vida
Há documentos da época que atestam a existência de um "Rigaudus de Berbezilo", formalmente documentado de 1140 a 1163, que viveu na região de Saintonge e Cognac. Rigaut provavelmente pertencia à família dos senhores do castelo de Berbezilh, e era o caçula de três filhos.
Há uma confusão de datas em razão do poema Tuit demandon qu'es devengud'Amors, onde ele menciona a condessa Maria de Champanha. Como Maria só se tornou condessa em 1164, é preciso supor que Rigaut ainda estava em atividade.
Sua vida diz que era um vavassalo bonito, um bom guerreador, mas muito pobre. Tímido demais ao redor dos nobres, Rigaut gaguejava em suas recitações, mas sabia recitar e compor elegantemente, e conseguia cantar muito bem quando encorajado.
Ele era parente distante do trovador Jaufré Rudel, e casou com uma mulher da família Blaye, antes de 1150, de nome "Petronilla", filha de um barão da Angolema. Com Petronilla, teve pelo menos um filho, Guilhem Testaut. Sua musa poética era a própria filha de Jaufré Rudel, donzela nobre cujo apelido secreto era Meils-de-domnas (Melhor das damas).
Rigaut foi um famoso associado da "corte" poética de Puoy, uma renomada assembléia de poetas e trovadores de língua provençal.

## Poética
Poeta casto, tornou-se renomado em razão de suas similitudes místicas e bestiais. Com um estilo difícil, baseado no trobar clus de Marcabru, escreveu versos obscuros, naturalistas, e melancólicos. Rigaut era douto conhecedor dos bestiários medievais, dos contos gregos, romanos, e medievais, principalmente dos romances de Chrétien de Troyes.
Muitos de seus poemas começam com analogias naturais e bestiais. Em Atressi com lo leos, por exemplo, o poeta compara a voz de sua dama ao rugido revivente dos leões. Há outras comparações com o leopardo, o açor, o elefante, e até a personagens fantásticos, como Dédalo e Percival. Sua métrica costuma variar dentro do poema, com técnica excelsa, criando ritmos únicos enquanto segue o rigorismo poético dos trovadores.
Seu poema mais famoso é Atressi con l'orifanz, que aparece até mesmo em códices venezianos, traduzido e com melodia preservada. Este é um poema que trata de excessos, e seu contexto é explicado por uma prosa no manuscrito que o apresenta: quando o trovador abandona sua amante em prol de outra, Rigaut descobre que falhou num teste. Em busca de perdão, o trovador se isola na floresta, compondo Atressi con l'orifanz com o objetivo de levantar apoio de cem cavaleiros e cem damas para intercederem por ele. O poema foi preservado em vários manuscritos.
Sua poética foi uma influência crucial tanto para o desenvolvimento da Escola Siciliana, quanto para os trovadores posteriores. Sua influência chega até Petrarca, que implementa o bestiário de Rigaut em sua poesia. Nota-se o prestígio de Rigaut pela influência a Peirol, Arnaut de Maruelh, Peire Raimon de Tolosa, e a vários outros trovadores. Inspirados por seu naturalismo, os trovadores fizeram do introito natural, analógico ou metafórico, como uma convenção da poesia trovadoresca.